# Gohei Takeda
Gohei Takida är en fiktiv person, en jägare i animeserien Silver Fang. Han är ständigt på jakt efter björnen Akakaboto som har dödat hans hund Shiro, och förstört halva hans huvud. Gohei är farfar till Daisuke. Takedas högsta önskan är att se Akakaboto död i skogen även om det skulle kosta honom livet.
Efternamnet på denna person är också upphovet till bandet Takida's namn.